# Pietro Luigi Manzoni
Don Pietro Luigi Manzoni o Pier Luigi (Milano, 21 luglio 1813 – Milano, 28 aprile 1873) è stato un nobile italiano, secondogenito del celebre poeta e letterato Alessandro Manzoni e della sua prima moglie, Enrichetta Blondel.

## Biografia
Nato a Milano in Palazzo Beccaria il 21 luglio 1813 e battezzato «al Carmine», Pietro Luigi (chiamato Pedrin in dialetto milanese dalla nonna Giulia Beccaria) fu istruito dal sacerdote Giuseppe Pozzoni e crebbe come un giovane assennato, studiando economia, agricoltura, filologia e linguistica. Per questa sua versatilità, il padre gli diede vari incarichi, come la gestione del patrimonio familiare e la revisione de I Promessi Sposi e la loro stampa. Nonostante ciò, per un periodo Pietro causò alcuni dispiaceri al padre: in primo luogo, ebbe il vizio del bere che lo portò, nell'ottobre del 1840, a soffrire di un'infiammazione cerebrale definita da Manzoni stesso come «una violenta meningite», dalla quale tuttavia si riprese; in secondo luogo, si sposò segretamente nella chiesa di San Fedele con la ballerina della Scala Giovannina Visconti (1822-1886)  il 31 gennaio 1846. Il matrimonio, inizialmente osteggiato dal padre e dalla matrigna Teresa Borri in quanto ritenuto disdicevole, fu in seguito approvato dai familiari. 
Pietro Luigi ritornò a gestire le finanze paterne, allorché la sua matrigna, Teresa Borri, iniziò a soffrire di problemi fisici che le impedivano la completa gestione direzionale della casa e delle proprietà. Quando questa poi spirò nel 1861, Manzoni, ormai ultrasettantenne, si affidò sempre più a Pietro, che d'altronde era uno dei pochi figli che gli erano sopravvissuti e, come rimarcato da Natalia Ginzburg, «era il solo fra i figli che gli [ad Alessandro] desse un senso di sicurezza». Tra il 1861 e il 1873, dunque, Pietro, la moglie e i suoi figli, che fino a quel momento avevano abitato nella villa di Brusuglio, vissero nella casa di via Morone.
Pietro Luigi Manzoni morì poche settimane prima del padre, il 28 aprile del 1873. Manzoni, che ormai era in netto declino psico-fisico a causa del trauma cranico procuratosi nello scivolare le scale della chiesa di San Fedele, non si accorse inizialmente della morte del figlio; quando ne prese coscienza, ne fu terribilmente afflitto.

## Discendenza
Dal matrimonio con Giovannina Visconti, Pietro ebbe i seguenti figli:
- Vittoria (1847-1934), maritata col senatore Pietro Brambilla
- Giulia (1848-1916)
- Lorenzo (1852-1918), esploratore
- Alessandra (1854-1916)